# Module injectif
En mathématiques, et plus spécifiquement en algèbre homologique, un module injectif est un module Q (à gauche par exemple) sur un anneau A tel que pour tout morphisme injectif f : X → Y entre deux A-modules (à gauche) et pour tout morphisme g : X → Q, il existe un morphisme h : Y → Q tel que hf = g, c'est-à-dire tel que le diagramme suivant commute :
Autrement dit : Q est injectif si pour tout module Y, tout morphisme d'un sous-module de Y vers Q s'étend à Y.

## Définitions équivalentes
Les A-modules injectifs sont les objets injectifs (en) de la catégorie abélienne des A-modules (lesquels sont les objets projectifs de la catégorie opposée). Par conséquent, on a le
Théorème — Le module Q est injectif si et seulement si le foncteur {\displaystyle {\rm {Hom}}_{A}(-,Q)} (contravariant, exact à gauche) est exact.
On en déduit qu'un produit de modules est injectif si, et seulement si chaque facteur du produit est injectif.
Une autre caractérisation est :
Théorème — Un module est injectif si et seulement s'il est facteur direct dans tout module dont il est un sous-module.
En effet, si Q est un sous-module injectif d'un module Y alors le morphisme identité de Q sur lui-même peut se prolonger en un morphisme de Y sur Q, ce qui équivaut à dire que Q est facteur direct dans Y. La réciproque vient du fait que pour tout sous-module X d'un module Y, un morphisme de X dans Q s'étend toujours en un morphisme de Y dans la somme amalgamée Z de Q et Y sur X donc aussi, si le sous-module Q de Z est facteur direct, en un morphisme de Y dans Q.

## Exemples
ℚ est un ℤ-module injectif, autrement dit un groupe abélien divisible.
Plus généralement, si A est un anneau intègre :
- tout A-module injectif  Q est divisible ;
- la réciproque est vraie si A est un anneau de Dedekind[1] ou si Q est sans torsion ;
- le plus petit A-module injectif contenant A est son corps des fractions.

## Critère de Baer
Le critère de Baer est l'un des principaux moyens pour établir qu'un module est injectif :
Théorème — Le A-module à gauche Q est injectif si, et seulement si tout homomorphisme {\displaystyle f:{\mathfrak {a}}\rightarrow Q}, où {\displaystyle {\mathfrak {a}}} est un idéal à gauche, s'étend à {\displaystyle _{A}A}.
La condition nécessaire est évidente, la condition suffisante s'établit grâce au lemme de Zorn.
On montre à partir du critère de Baer le résultat suivant : si l'anneau A est noethérien à gauche, tout module somme directe de A-modules injectifs est injectif. Réciproquement, si tout module somme directe de A-modules à gauche injectifs est injectif, alors A est noethérien à gauche.

## Enveloppe injective
Soit M un A-module à gauche.
Théorème et définition — 
(1) Il existe un A-module à gauche {\displaystyle E\left(M\right)} vérifiant les propriétés suivantes :
(i) {\displaystyle E\left(M\right)} est injectif et il existe un monomorphisme {\displaystyle M\rightarrow E\left(M\right)} ;
(ii) pour tout module injectif I tel qu'il existe un monomorphisme {\displaystyle M\rightarrow I}, il existe un monomorphisme {\displaystyle E\left(M\right)\rightarrow I} tel que le diagramme ci-dessous, dont toutes les lignes sont des suites exactes, commute :
{\displaystyle {\begin{array}{ccccccc}&&0&&&&0\\&&\downarrow &&&\swarrow &\\0&\longrightarrow &M&\longrightarrow &E\left(M\right)&&\\&&\downarrow &\swarrow &&&\\&&I&&&&\end{array}}}

(2) Un tel module  {\displaystyle E\left(M\right)} est unique à un isomorphisme près laissant inchangés les éléments de M, et est appelé l'enveloppe injective de M.
Exemple : Soit A un anneau principal, p un élément extrémal de A et {\displaystyle A(p^{i})=A/Ap^{i}(i\geq 1)}. Soit alors {\displaystyle A\left(p^{\infty }\right)=\lim \limits _{\longrightarrow }A\left(p^{i}\right)=\bigcup \nolimits _{i\geq 1}A\left(p^{i}\right)}. Le module {\displaystyle A\left(p^{\infty }\right)} est enveloppe injective de {\displaystyle A(p^{i})} pour tout {\displaystyle i\geq 1}.

## Cogénérateurs injectifs
Définition — Soit A un anneau et Q un A-module à gauche. Le module Q est appelé un cogénérateur si le foncteur {\displaystyle {\rm {Hom}}_{A}(-,Q)} est fidèle. Cette définition reste valide dans une catégorie C quelconque.
Soit C une catégorie admettant des produits quelconques (ce qui est le cas des A-modules à gauche). Un objet Q est cogénérateur dans C si, et seulement si pour tout objet M de C il existe un ensemble I et un monomorphisme {\displaystyle M\rightarrow Q^{I}}.
Théorème — 
(1) Pour un A-module à gauche Q, les propriétés suivantes sont équivalentes :
(i) Q est cogénérateur ;
(ii) pour tout A-module à gauche M et tout élément non nul x appartenant à M, il existe un homomorphisme {\displaystyle g:M\rightarrow Q} tel que {\displaystyle g(x)\neq 0} ;
(iii) pour tout A-module simple à gauche S, Q contient un module isomorphe à l'enveloppe injective de S.
(2) Soit Q un A-module à gauche injectif. Les propriétés suivantes sont équivalentes :
(a) Q est cogénérateur ;
(b) {\displaystyle {\rm {Hom}}_{A}(S,Q)\neq 0} pour tout A-module à gauche simple S ;
(c) pour tout module simple S, il existe un ensemble I et un monomorphisme {\displaystyle S\rightarrow Q^{I}}.

Soit {\displaystyle (S_{i})_{i\in I}} un système représentatif de A-modules à gauche simples (c'est-à-dire une famille non vide de modules simples tels que {\displaystyle S_{i}\neq S_{j}} si {\displaystyle i\neq j} et pour tout module simple S il existe un indice {\displaystyle i\in I} est un isomorphisme {\displaystyle S\rightarrow S_{i}}). Il découle de ce qui précède que le A-module à gauche {\displaystyle Q_{0}=\bigoplus \nolimits _{i\in I}E\left(S_{i}\right)} est un cogénérateur, appelé cogénérateur canonique, et il est injectif si A est noethérien à gauche. Un A-module à gauche Q est cogénérateur si, et seulement si, il existe un monomorphisme {\displaystyle Q_{0}\rightarrow Q}. Ceci implique qu'il existe dans la catégorie des A-modules à gauche un cogénérateur, dont l'enveloppe injective est un cogénérateur injectif.

Exemple : Soit A un anneau principal. Tout module simple S est de la forme {\displaystyle A(p)} où p est un élément extrémal. Puisque l'enveloppe injective de {\displaystyle A(p)} est  {\displaystyle A\left(p^{\infty }\right)} (voir supra), {\displaystyle Q_{0}=\bigoplus \nolimits _{p\in P}A\left(p^{\infty }\right)}, où P est un système représentatif d'éléments extrémaux de A, est le cogénérateur canonique (unique à un isomorphisme près), et il est injectif.
En particulier, supposons que A soit l'anneau des opérateurs différentiels {\displaystyle \mathbb {C} \left[\partial \right]} où {\displaystyle \partial =d/dx}. Un système représentatif d'éléments extrémaux de A est formé des {\displaystyle p_{\zeta }(\partial )=\partial -\zeta ,\zeta \in \mathbb {C} }. Soit  {\displaystyle C_{n,\zeta }} le {\displaystyle \mathbb {C} }-espace vectoriel engendré par les n fonctions {\displaystyle x\mapsto x^{k-1}e^{x\zeta }(1\leq k\leq n)} et {\displaystyle \psi :A\rightarrow C_{n,\zeta }:r(\partial )\mapsto r(\partial )x^{k-1}e^{x\zeta }}. Alors {\displaystyle \psi } est un épimorphisme de noyau {\displaystyle (p_{\zeta }^{n})}, qui induit donc un isomorphisme {\displaystyle A(p_{\zeta }^{n})\rightarrow C_{n,\zeta }}. Par suite, il existe un isomorphisme
{\displaystyle Q_{0}\rightarrow \bigoplus \nolimits _{\zeta \in \mathbb {C} }\mathbb {C} \left[x\right]e^{x\zeta }},
autrement dit le cogénérateur canonique est, à un isomorphisme près, l'espace des combinaisons linéaires d'exponentielles-polynômes (pour une généralisation, voir l'article Principe fondamental d'Ehrenpreis).
Il résulte des définitions qu'un A-module à gauche Q est cogénérateur injectif si, et seulement si le foncteur {\displaystyle {\rm {Hom}}_{A}\left(-,Q\right)} (de la catégorie des Q-modules à gauche dans celle des groupes abéliens) est fidèle et exact (ceci reste valide si l'on remplace la catégorie des A-modules à gauche par une catégorie abélienne admettant des produits quelconques). Explicitons ce résultat :
Corollaire — Soit A un anneau, {\displaystyle M_{i}(i=1,...,3)} des A-modules à gauche, et Q un A-module à gauche cogénérateur injectif. Alors la suite
{\displaystyle M_{1}{\overset {\alpha }{\longrightarrow }}M_{2}{\overset {\beta }{\longrightarrow }}M_{3}}
est exacte (dans la catégorie des A-modules à gauche) si, et seulement si la suite
{\displaystyle {\rm {Hom}}_{A}\left(M_{1},Q\right){\overset {{\rm {Hom}}_{A}\left(\alpha ,Q\right)}{\longleftarrow }}{\rm {Hom}}_{A}\left(M_{2},Q\right){\overset {{\rm {Hom}}_{A}\left(\beta ,Q\right)}{\longleftarrow }}{\rm {Hom}}_{A}\left(M_{3},Q\right)}
est exacte (dans la catégorie des groupes abéliens).

## Application aux systèmes d'équations linéaires
Les résultats de cette section, essentiellement dus à Oberst, ont fait récemment l'objet d'une présentation systématique un peu plus générale, reprise ci-dessous dans les grandes lignes.

### Noyau et conoyau
Soit A un anneau et {\displaystyle R\in A^{n\times m}}. Soit {\displaystyle \bullet R:A^{1\times n}\rightarrow A^{1\times m}} la multiplication à droite par R, {\displaystyle {\rm {coker}}_{A}(\bullet R)=A^{1\times m}/{\rm {im}}_{A}(\bullet R)} son conoyau et Q un A-module à gauche.
(a) Le groupe abélien {\displaystyle {\rm {Hom}}_{A}\left(A^{1\times n},Q\right)} s'identifie à {\displaystyle Q^{n}} de la manière suivante : soit {\displaystyle (\epsilon _{i})_{1\leq i\leq n}} la base canonique de {\displaystyle A^{1\times n}}, et pour tout {\displaystyle q\in Q^{n}} soit {\displaystyle {\mathcal {I}}_{q}\in {\rm {Hom}}_{A}\left(A^{1\times n},Q\right):\epsilon _{i}\mapsto q_{i}(1\leq i\leq n)}. Alors {\displaystyle {\mathcal {I}}:q\mapsto {\mathcal {I}}_{q}} est un isomorphisme canonique de {\displaystyle Q^{n}} sur {\displaystyle {\rm {Hom}}_{A}\left(A^{1\times n},Q\right)}. 
(b) Par suite, {\displaystyle {\rm {Hom}}_{A}\left({\rm {coker}}_{A}(\bullet R),Q\right)} s'identifie aux éléments de {\displaystyle Q^{m}} qui s'annulent sur  {\displaystyle {\rm {im}}_{A}(\bullet R)}, donc à
{\displaystyle {\rm {ker}}_{Q}\left(R\bullet \right)=\left\{q\in Q^{m}:Rq=0\right\}}.

### Systèmes d'équations linéaires non homogènes
Supposons A noethérien à gauche et soit {\displaystyle R_{1}\in A^{n_{1}\times m_{1}}}. Puisque {\displaystyle {\rm {ker}}_{A}(\bullet R_{1})} est de type fini, il existe un entier {\displaystyle n_{2}} et une matrice {\displaystyle R_{2}\in A^{n_{2}\times n_{1}}}, dont les lignes en forment un ensemble générateur, et pour lesquels la suite ci-dessous est donc exacte :
{\displaystyle A^{1\times n_{2}}{\overset {\bullet R_{2}}{\longrightarrow }}A^{1\times n_{1}}{\overset {\bullet R_{1}}{\longrightarrow }}A^{1\times m_{1}}}.
Théorème — Compte tenu des identifications ci-dessus, les deux propriétés suivantes sont équivalentes :
(i) Pour toute suite exacte telle que ci-dessus, la suite ci-dessous est exacte :
{\displaystyle Q^{n_{2}}{\overset {R_{2}\bullet }{\longleftarrow }}Q^{n_{1}}{\overset {R_{1}\bullet }{\longleftarrow }}Q^{m_{1}}}.
(ii) Le module Q est injectif.
Considérons maintenant le système d'inconnue {\displaystyle q\in Q^{m_{1}}} :
{\displaystyle R_{1}q=f,f\in Q^{n_{1}}}.
Puisque {\displaystyle R_{2}R_{1}=0}, ce système linéaire ne peut avoir de solution que si la condition de compatibilité {\displaystyle R_{2}f=0} est satisfaite. Or, l'exactitude de la seconde suite exacte ci-dessus signifie que {\displaystyle {\rm {im}}_{Q}(R_{1}\bullet )={\rm {ker}}_{Q}(R_{2}\bullet )}, donc que si {\displaystyle R_{2}f=0}, alors il existe {\displaystyle q\in Q^{m_{1}}} tel que {\displaystyle R_{1}q=f}. Par conséquent, si le module Q est injectif, la condition de compatibilité (qui est toujours nécessaire) est suffisante pour que le système linéaire non homogène ait une solution. De plus, pour que cela ait lieu pour tout système linéaire non homogène vérifiant la condition de compatibilité, il faut et il suffit que Q soit injectif.

### Systèmes linéaires et modules cogénérateurs
Soit M un A-module à gauche de présentation finie et Q un A-module à gauche. Posons
{\displaystyle M={\rm {coker}}_{A}(\bullet R)=A^{1\times m}/N,N={\rm {im}}_{A}(\bullet R)\subset A^{1\times m},R\in A^{n\times m}}.
Posons d'autre part
{\displaystyle {\mathfrak {B}}_{Q}=N^{\perp }=\left\{q\in Q^{m}:Nq=0\right\}=\ker _{Q}\left(R\bullet \right)},
{\displaystyle {\mathfrak {B}}_{Q}^{\perp }=\left\{r\in A^{1\times m}:r{\mathfrak {B}}_{Q}=0\right\}}.
En désignant par  {\displaystyle {\mathcal {S}}_{m}} l'ensemble des sous-modules de type fini de {\displaystyle A^{1\times m}}, la correspondance
{\displaystyle {\mathcal {S}}_{m}\leftrightarrow {\mathcal {S}}_{m}^{\perp }:N\mapsto N^{\bot },{\mathfrak {B}}_{Q}\mapsto {\mathfrak {B}}_{Q}^{\perp }}
est une connexion de Galois, à savoir que
{\displaystyle N\subset N^{\perp \perp },{\mathfrak {B}}_{Q}\subset {\mathfrak {B}}_{Q}^{\perp \perp },N^{\perp }=N^{\perp \perp \perp },{\mathfrak {B}}_{Q}^{\perp }={\mathfrak {B}}_{Q}^{\perp \perp \perp }}.
Théorème — Supposons Q cogénérateur. Alors :
(i) Pour tout {\displaystyle N\in {\mathcal {S}}_{m},N=N^{\perp \perp }}, autrement dit la connexion de Galois ci-dessus est bijective.
(ii) Soit {\displaystyle R_{i}\in A^{n_{i}\times m_{i}}(i=1,2)}. Alors {\displaystyle {\rm {ker}}_{Q}(R_{1}\bullet )\subset {\rm {ker}}_{Q}(R_{2}\bullet )} si, et seulement si, il existe une matrice {\displaystyle X\in A^{q_{1}\times q_{2}}} telle que {\displaystyle R_{2}=XR_{1}}. En particulier, {\displaystyle {\rm {ker}}_{Q}(R_{1}\bullet )={\rm {ker}}_{Q}(R_{2}\bullet )} si, et seulement si {\displaystyle n_{1}=n_{2}=n} et il existe une matrice inversible {\displaystyle X\in {\rm {GL}}_{n}\left(A\right)} telle que {\displaystyle R_{2}=XR_{1}} (« quasi-unicité de la matrice de définition »).